# Тревор Тейлор
Тревор Олівер Тейлор (англ. Trevor Oliver Taylor; 11 січня 1958, Монтего-Бей, Ямайка — 19 січня 2008, Кельн, Німеччина) — співак, музикант, музичний продюсер, автор пісень. Творчий псевдонім — Supa T.

## Біографія
У чотирнадцятирічному віці Тревор Тейлор разом з сім'єю переїхав до Федеративної Республіки Німеччина. Крім музики Тревор захоплювався кулінарією, пауерліфтингом, футболом. Кумиром Тревора, як істинного растамана, був Боб Марлі. На зорі своєї музичної кар'єри Тревор грав на бас-гітарі в британській регі-групи UB40, також був співаком на сейшенах у кількох маловідомих груп.

### Bad Boys Blue
У 1984 році Тревор Тейлор увійшов до складу нового гурту Bad Boys Blue. Саме пісня «You're A Woman» у його виконанні принесла справжній успіх цьому колективу, моментально опинившись у першій десятці найкращих пісень. У Німеччині сингл досяг восьмого місця і майже чотири місяці не залишав німецький Top20. У цьому ж році вийшов перший студійний альбом Hot Girls, Bad Boys. На ньому провідний вокал у більшості пісень (окрім «L.O.V.E. In My Car») належав Тревору Тейлору. На другому альбомі групи Heart Beat провідний вокал Тревора звучав у всіх композиціях. 1987 року під час запису синглу «Come Back And Stay», продюсери ухвалили рішення змінити провідного вокаліста на Джона Макінерні. Зміни привели до проблем всередині групи, внаслідок чого в 1989 році Тейлор, який не прийняв змін у звучанні гурту і, як і раніше вірний стилю регі, залишив колектив, щоб зайнятися сольною кар'єрою.

### Після Bad Boys Blue
Тревор пробував зніматися в кіно, брав участь у різних музичних проєктах від трансу до регі. У 1990 вийшов сингл регі-проєкту Street Noise - Our Problem, де ведучий вокал належав Тревору Тейлору. 1991 року Тревор був учасником колективу Temper Temper як гітарист. Кілька років Тревор був продюсером і вокалістом німецької регі-групи Umoya, що випустила 3 альбоми і 6 синглів. З 1995 року Тревор під псевдонімом Supa. T почав записуватися з групою The Party Animals, один за одним вийшли сингли My Dog, Gotta Jump, Be True, Love and Respect. Останній став літнім хітом року в Іспанії і довгий час тримався у верхніх рядках іспанських хіт-парадів. Всі ці композиції згодом увійшли до сольний альбом Supa. T — Reggae In The Pop House & Soul (1998). У тому ж 1998 році Тревор брав участь у запису синглу Chocolate Milk - Harddrummer (Driving Me Crazy) (стиль — прогресивний транс). За ним слідують сингли транс-проєктів Avancada — Ha Deng / Tribal Nation, Bang Gang — I Like To Move It (2001). Відомими стали сингли проєкту Mondo Club — Don't Worry Be Happy (кавер-версія на однойменну пісню Боббі Макферріна) і Sex Up My Life (що ввійшла в саундтрек телесеріалу «Heisse Tage Wilde Nachte»). Останніми роками життя Тревор багато виступав з регі-групами Umoya і The Reggae Cracks. Готувався другий сольний альбом Second Life, проте на 51-му році життя Тревор помер від серцевого нападу в одній з лікарень Кельна.